# Aprite le finestre/Il trenino del destino
Aprite le finestre è un brano musicale composto da Pinchi e Virgilio Panzuti, vincitore del Festival di Sanremo 1956 nell'interpretazione di Franca Raimondi.
Il brano si impone con 171 voti, davanti ad Amami se vuoi, interpretato da Tonina Torrielli, che totalizza 163 punti. Entrambi i brani partecipano all'Eurovision Song Contest 1956, prima edizione della manifestazione.
La canzone viene pubblicata come primo 45 giri della Raimondi insieme ad Il trenino del destino, altro brano presentato a Sanremo dall'artista, eliminato dopo l'esecuzione della prima serata.
La canzone viene scelta come "colonna sonora" della pubblicità sui gioielli Morellato.

## Classifica annuale
| Classifica (1956) | Posizione | Artista         |
| ----------------- | --------- | --------------- |
| Italia            | 10        | Franca Raimondi |

Il trenino del destino è un brano musicale composto da Bruno Cherubini, Mario Schisa e Mario Trama, presentata al Festival di Sanremo 1956.
Il brano venne presentato al Festival del 56' senza arrivare in finale cantato da Franca Raimondi.